# 31690 Nayamenezes
31690 Nayamenezes este un asteroid din centura principală de asteroizi.

## Descriere
31690 Nayamenezes este un asteroid din centura principală de asteroizi. A fost descoperit pe 10 mai 1999 la Socorro, New Mexico, în cadrul proiectului LINEAR. Asteroidul prezintă o orbită caracterizată de o semiaxă mare de 3,21 ua, o excentricitate de 0,14 și o înclinație de 0,1° în raport cu ecliptica.